# Etaxalus
Etaxalus is een kevergeslacht uit de familie van de boktorren (Cerambycidae). De wetenschappelijke naam van het geslacht werd voor het eerst geldig gepubliceerd in 1865 door Pascoe.

## Soorten
Etaxalus omvat de volgende soorten:
- Etaxalus granulipennis Breuning, 1953
- Etaxalus iliacus Pascoe, 1865
- Etaxalus laterialbus Breuning, 1968
- Etaxalus marmoratus Breuning, 1950
- Etaxalus rotundipennis Breuning, 1976